# الرؤية عند العلجوم

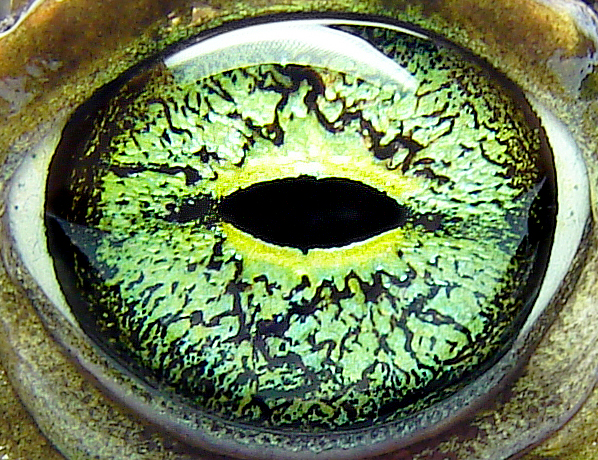
عين العلجوم

يُدرس الأساس العصبي لكشف الفريسة، والتعرف عليها، والتوجه نحوها بشكل معمق من قبل عالم الأعصاب يورغ بيتر إيفرت في سلسلة من التجارب التي جعلت النظام البصري للضفدع نموذجًا يُحتذى به في علم السلوك العصبي (الأساس العصبي للسلوك الطبيعي). بدأ إيفرت بملاحظة سلوك ضفدع الجبل الشائع (Bufo bufo) في اصطياد الفريسة بشكل طبيعي.
أسفر عمل إيفرت مع الضفادع عن عدة اكتشافات مهمة. بشكل عام، كشف بحثه عن الدوائر العصبية المحددة للتعرف على المحفزات البصرية المعقدة. وبالتحديد، حدد منطقتين رئيسيتين في الدماغ هما الدماغ المتوسط ومنطقة المهاد-امام السقف البصري، المسؤولتين عن تمييز الفريسة عن غير الفريسة وكشف المسارات العصبية التي تربطهما. علاوة على ذلك، وجد أن الآليات العصبية مرنة وقابلة للتكيف مع البيئات والظروف المختلفة.

## سلوك العلجوم الطبيعي

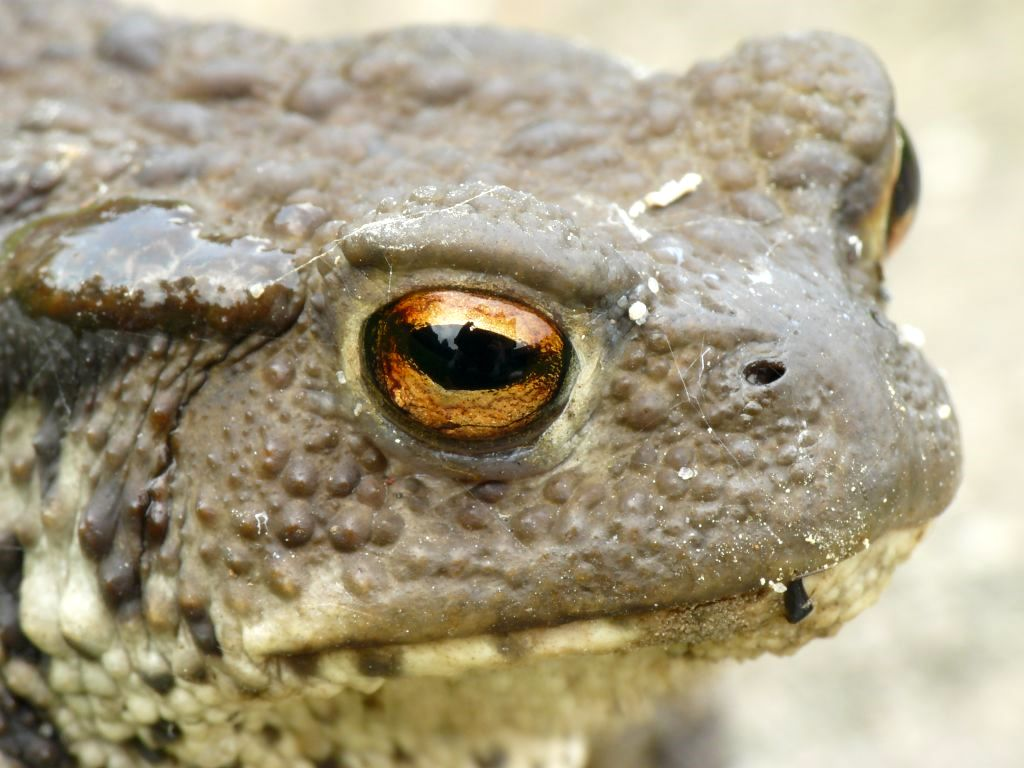
ضفدع الجبل

يستجيب الضفدع الشائع لحشرة أو دودة تتحرك بسلسلة من ردود أفعال اصطياد الفريسة: تشكل هذه السلسلة من الحركات سلسلة منبه-استجابة، حيث يوفر كل رد فعل للضفدع مجموعة المحفزات للاستجابة التالية. أولاً، إذا تعرف على شيء ما على أنه فريسة وبالتالي يلفت انتباه الضفدع، فسيتجه الضفدع نحو المنبه عن طريق تحويل جسمه لمواجهته. ثم يقترب من الفريسة، ويركز عليها ثنائيًا. أثناء الهجوم، يلتقط الضفدع الفريسة باستخدام لسانه أو فكيه ثم يبتلعها، مستخدماً القدرة على إدراك العمق، الرؤية المجسمة، للمساعدة في الإنجاز. أخيرا، يمسح فمه بطرف أمامي. تشكل هذه الأفعال سلسلة من الأنماط السلوكية المحددة جيدًا.
السبب الرئيسي لهذا النوع من سلسلة المنبه- الاستجابة هو أنه على عكس البشر، لا تمتلك الضفادع حركات عين عفوية سريعة كما أنها لا تستطيع تتبع الأجسام المتحركة بعينيها. لذلك، يجب أن تعتمد على التعرف على المنبه قبل الاستجابة. نتيجة لذلك، طوروا نظام اكتشاف محدد يسمح لهم، على سبيل المثال، بالتمييز بين الفريسة الصالحة للأكل والمفترسين الخطرين.
يفرض عدم وجود حركات العين السريعة على الضفدع إبقاء عينيه في وضع ثابت. لذلك، يجب أن يقرر ما إذا كان الجسم "فريسة" أم "غير فريسة" قبل تحريك نفسه. إذا اتجه نحو جسم ما، فلا بد أنه قد قرر بالفعل أنه "فريسة" ثم يلتزم بالاقتناص عن طريق خفض العتبات لاستجابات القبض على الفريسة اللاحقة. حتى عندما يختفي منبه الفريسة بسرعة بعد التوجه، فقد يكمل الضفدع المنبه في بعض الأحيان الاستجابات اللاحقة.

## الفريسة مقابل استجابة الافتراس
عندما يرى الضفدع محفزًا متحركًا، فإنه عادة ما يستجيب بإحدى الاستجابتين. بناءً على حجم وتكوين المنبه، إما أنه سيشارك في سلوك التوجيه (صيد الفريسة) أو سلوك تجنب (الهروب)، والذي يتكون من أوضاع دفاعية "الانبطاح" أو استجابة تجنب الانحناء.
لتحديد حجم المنبه، سيأخذ الضفدع في الاعتبار كل من الحجم الزاوي، الذي يقاس بدرجات الزاوية البصرية، والحجم المطلق، الذي يأخذ في الاعتبار المسافة بين الضفدع والشيء. تسمى هذه القدرة الثانية، على الحكم على الحجم المطلق عن طريق تقدير المسافة، بثبات الحجم.
لدراسة الاستجابات السلوكية للضفادع لأنواع مختلفة من المحفزات، أجرى إيورت تجاربًا عن طريق وضع الضفدع في وسط وعاء زجاجي أسطواني صغير. ثم قام بتدوير شريط (قضيب) صغير من الورق المقوى المتباين (يعمل كـ "دمية" بصرية) حول الوعاء لتقليد المحفزات الشبيهة بالفريسة أو التهديد. سُجل معدل الدوران كمقياس لسلوك التوجيه (نشاط صيد الفريسة). من خلال تغيير خصائص المنبه البصري بطريقة منهجية، تمكن إيورت من دراسة السمات الأساسية التي تحدد السلوك بشكل شامل.
إلى حجم معين، استطاع تحريك المربعات حول الضفدع بنجاح في استثارة الاستجابة لإصطياد الفريسة. تجنبت الضفادع المربعات الكبيرة. لم تعمل القضبان العمودية تقريبًا على استثارة سلوك اصطياد الفريسة وكانت أقل فعالية كلما زاد ارتفاعها. على النقيض من ذلك، كانت القضبان الأفقية ناجحة جدًا في استثارة سلوك اصطياد الفريسة، وازدادت فعاليتها مع زيادة الطول، إلى حد معين. أدت الأجزاء الرأسية الإضافية أعلى القضبان الأفقية إلى تقليل استجابات اصطياد الفريسة بشكل ملحوظ. بشكل عام، يدرك الضفدع حركة المستطيل في اتجاه محوره الطويل على أنها تشبه الدودة، بينما تُفسر الحركة على طول المحور القصير على أنها عكس الدودة. من خلال إعداد تجريبي مختلف، اظهرت أن التمييز بين الدودة وعكس الدودة لا يعتمد (ثابت) على الاتجاه الذي يتحرك فيه الجسم في مجال رؤية الضفدع.
من المهم ملاحظة أن الأشياء الثابتة عادة لا تستثير أي استجابات للاصطياد أو الابتعاد. ومع ذلك، لا يمكن للضفادع الموجودة في محيط غير محكم أن تفرق بين الصورة الشبكية لجسم متحرك صغير والصورة الشبكية لجسم ثابت صغير ناتج عن حركة الضفدع نفسها. كلتا الصورتين تستحثان عملية اصطياد الفريسة. ومع ذلك، في محيط محكم، تتجاهل الصورة الشبكية المتحركة الناتجة.
بالإضافة إلى ذلك، يمكن أن يؤثر التباين بين المنبهات والخلفية بشكل كبير على نوع السلوك. استجابة لشريط يشبه الدودة، تتجه الضفادع الشائعة وتلتقط باتجاه الحافة التي تقود في اتجاه الحركة، بشرط أن يكون الشريط أسود والخلفية بيضاء. إذا عُكس تباين المنبه/الخلفية، فإن الضفدع يفضل الحافة الخلفية للشريط الأبيض وغالبًا ما يلتقط خلفه. من الواضح أن "التأثيرات الجانبية" (التغيير السريع في الإضاءة من السطوع إلى الظلام) بواسطة حدود التباين المتحركة تلعب دورًا توجيهيًا. بشكل عام، تكون الأجسام المربعة البيضاء التي تتحرك على خلفية سوداء أكثر جاذبية كفريسة من الأجسام السوداء على الأبيض. ومع ذلك، فإن هذا الميل قابل للتغيير ويتعاكس موسميًا، حيث تكون الأجسام السوداء على خلفية بيضاء أكثر فعالية في استثارة سلوك اصطياد الفريسة في الخريف والشتاء.

## كاشفات السمات والجهاز البصري

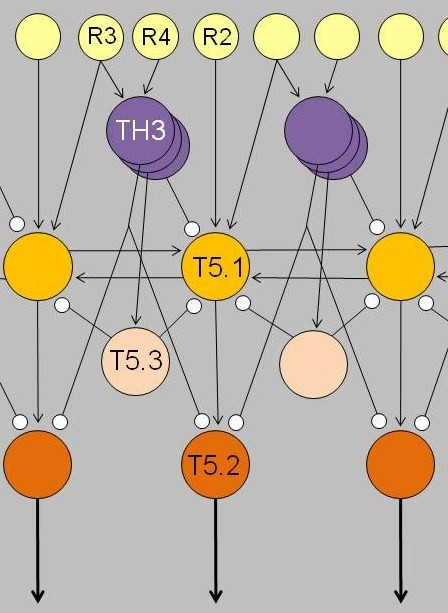
كاشفات السمات الفريسة التكتونية T5.2 ترسل المحاور باتجاه أنظمة الحركة /ما قبل الحركة البصلي. تنتج خاصية استجابتهم عن التكامل في شبكة عصبية تشارك فيها خلايا العصبونات الشبكية R2 و R3 و R4 والخلايا العصبية تحت المهادية أمام البصري TH3 والخلايا العصبية السقفية T5.1 و T5.3. الأسهم: وصلات مثيرة؛ خطوط بنقاط طرفية: تأثيرات مثبطة. والتحقق من الاتصالات، على سبيل المثال، عن طريق تسجيل إمكانات خلف المشبك داخل الخلايا، أو تتبع انزيم بيروكسيداز فجل الخيل أو كوبالت الليسين، والتحفيز الكهربائي/التسجيل العكسي، والتقنيات الكيميائية العصبية، والإصابات الكيميائية بحمض الكايَينيك. الفرضية بعد إيفرت 1974 و2004

لفهم الآليات العصبية الكامنة وراء الاستجابات السلوكية للضفدع، قام إيفرت بإجراء سلسلة من تجارب التسجيل والتحفيز. بادئ ذي بدء، سمحت له النتائج بفهم الطريقة المبني عليها الجهاز البصري وتوصيله بالجهاز العصبي المركزي. ثانيًا، اكتشف مناطق في الدماغ مسؤولة عن التحليل التفاضلي للمثيرات.
أولاً، ترتبط الشبكية بالأكيمة العلوية بثلاثة أنواع على الأقل من خلايا عصبونات الشبكية، ولكل منها مجال استقبال إثاري وحقل استقبال مثبط محيط، لكنها تختلف في قطر مجال الاستقبال الإثاري المركزي. تبلغ أقطار العصبونات الشبكية من الفئة الثانية حوالي أربع درجات من الزاوية البصرية. أما بالنسبة للخلايا من الفئة الثالثة فهي تبلغ حوالي ثماني درجات، وتتراوح أقطار العصبونات الشبكية من الفئة الرابعة بين اثنتي عشرة وخمس عشرة درجة. بينما تتحرك المنبهات عبر المجال البصري للضفدع، تُرسل المعلومات إلى الفص البصري في دماغ الضفدع المتوسط. يوجد الفص البصري كنظام تحديد موقع مرتب، على شكل خريطة طبوغرافية. تتوافق كل نقطة على الخريطة مع منطقة معينة من شبكية الضفدع وبالتالي مجال رؤيتها بأكمله. وبالمثل، عندما تُحفز بقعة على الفص البصري كهربائيًا، سيستدير الضفدع نحو جزء مقابِل من مجاله البصري، مما يوفر دليلاً إضافيًا على الاتصالات المكانية المباشرة.
ضمن الأهداف التجريبية العديدة التي أجراها إيفرت، كان تحديد كاشفات السمات، وهي خلايا عصبية تستجيب بشكل انتقائي لسمات محددة للمحفز الحسي. أظهرت النتائج أنه لا يوجد "كاشفات ديدان" أو "كاشفات أعداء" على مستوى الشبكية. وبدلًا من ذلك، وجد أن السقف البصري ومنطقة المهاد-أمام السقف (في الدماغ البيني) تلعبان دورًا مهمًا في تحليل وتفسير المحفزات البصرية.
أثبتت تجارب التحفيز الكهربائي أن السقف البصري تبادر بسلوكيات التوجه والاقتناص. تحتوي على العديد من الخلايا العصبية الحساسة للضوء، ومن بينها الخلايا العصبية من النوع الأول والنوع الثاني (سُميت لاحقًا بـ T5.1 و T5.2 على التوالي). تُنشط الخلايا العصبية من النوع الأول عندما يكون هناك جسم يتحرك عبر المجال البصري للضفدع ممتدًا في اتجاه الحركة؛ وكذلك الخلايا العصبية من النوع الثاني، ولكنها ستطلق إشارات أقل عندما يكون الجسم ممتدًا في اتجاه عمودي على اتجاه الحركة. تظهر الخلايا العصبية T5.2 خصائص انتقائية تجاه الفريسة. أنماط تفريغ هذه الخلايا العصبية - المسجلة في ضفادع تتحرك بحرية - "تتنبأ" بردود فعل اصطياد الفريسة، على سبيل المثال، تحريك اللسان للالتقاط. تتجه محاورها العصبية إلى أسفل إلى أنظمة المحركات البصلية/الشوكية، مثل نواة العصب تحت اللسان الذي يضم الخلايا العصبية المحركة لعضلات اللسان. بالاشتراك مع خلايا الإسقاط الإضافية، تساهم الخلايا الانتقائية للفريسة في قدرة السقف البصري على بدء سلوك التوجه والاقتناص على التوالي.
منطقة المهاد-امام السقف البصري تلعب دورًا رئيسيًا في تحفيز سلوك الابتعاد عند الضفادع. وبشكل أكثر تحديدًا، فإن تحفيز هذه المنطقة كهربائيًا يؤدي إلى ظهور مجموعة متنوعة من الحركات الدفاعية مثل إغلاق الجفون والانحناء والابتعاد. تلعب أنواع مختلفة من الخلايا العصبية في هذه المنطقة دورًا في سلوك الابتعاد، ولكل منها استجابة لأنواع مختلفة من المنبهات. يُنشط نوع معين من الخلايا العصبية بواسطة الأجسام الكبيرة المهددة، خاصة تلك الممتدة بشكل عمودي على اتجاه الحركة. ويُنشط نوع آخر بواسطة جسم يقترب من الضفدع بشكل محدق. كما تستجيب أنواع أخرى للعوائق الثابتة الكبيرة، وهناك أيضًا خلايا عصبية تستجيب لتحفيز مستشعرات التوازن في أذن الضفدع. يؤدي تحفيز هذه الأنواع (أو مجموعة منها) من الخلايا العصبية إلى جعل الضفدع يعرض أنواعًا مختلفة من السلوكيات الدفاعية.
أظهرت تجارب الاستئصال وجود مسارات تمتد بين السقف (التكتوم) ومنطقة المهاد-امام السقف البصري. وعند إزالة السقف، اختفى سلوك التوجه. أما عند إزالة منطقة المهاد-امام السقف البصري، فقد غاب سلوك الابتعاد تمامًا بينما تعزز سلوك التوجه حتى تجاه المنبهات المفترسة. علاوة على ذلك، ضعف تحديد الفريسة سواء في الخلايا العصبية الخاصة باصطياد الفريسة أو في سلوك اصطياد الفريسة. أخيرًا، عندما اُزيل نصف واحد من منطقة المهاد-امام السقف البصري، فإن نزع التثبيط الذي حدث قد أثر على المجال البصري بأكمله للعين الأخرى. تشير هذه التجارب وغيرها إلى وجود مسارات تتضمن محاور الخلايا من النوع الثالث تمتد من المهاد-امام السقف البصري إلى السقف، وهي مناسبة لتعديل استجابات السقف للمثيرات البصرية وتحديد خصائص اصطياد الفريسة بسبب التأثيرات المثبطة.

## الحلقات التعديلية والنظرة التطورية
بعد تحليل مسارات المعالجة العصبونية في بنى الدماغ (أمام السقف، السقفي، البصلي) التي تتوسط بين المحفزات البصرية والاستجابات السلوكية المناسبة عند الضفادع، قام إيفرت وزملاؤه بفحص حلقات عصبية مختلفة - مرتبطة ببنى معينة من الدماغ الأمامي (المخططة، البالة، المهاد) - يمكنها أن تبدأ أو تضبط أو تعدل من وساطة الاستجابة للمحفز. على سبيل المثال، في سياق التعلم الترابطي، يمكن تعديل مخطط فريسة الضفدع البصري ليشمل أشياء غير فريسة. بعد إصابات في بنية دماغية أمامية تشارك في التعلم - البالة البطني الإنسي الخلفي - يفشل تأثير التعلم هذا ويعرض التعرف على الفريسة مرة أخرى انتقائيته الخاصة بالأنواع. يعتبر الجزء الخلفي من البالة البطني الإنسي متماثلاً لمنطقة الحصين لدى الثدييات والتي تشارك أيضًا في عمليات التعلم. على حد سواء في البرمائيات والثدييات، تشارك البنى المخططة الصادرة، على سبيل المثال، في توجيه الانتباه، أي توجيه استجابة توجيه نحو محفز حسي. يعتبر بنى مخطط البرمائي متماثلاً لجزء من العقد القاعدية للسلويات.
من وجهة نظر تطورية، من المهم ملاحظة أن الفقاريات رباعية الأطراف تشترك في نمط مشترك لبنى جذع الدماغ والمخ الأمامي المتماثلة. تشير التحقيقات السلوك العصبي والتشريح العصبي والكيميائية العصبية إلى أن الشبكات العصبية التي تكمن وراء الوظائف الأساسية - مثل الانتباه والتوجيه والاقتراب والتجنب والتعلم الترابطي أو غير الترابطي والمهارات الحركية الأساسية - لها، إذا جاز التعبير، أصل تكويني في هياكل متماثلة لدماغ البرمائيات.
من وجهة نظر شبكات العصبونات، من المنطقي أن نتساءل عما إذا كانت قدرة الضفدع على تصنيف الأشياء المتحركة من خلال إشارات التكوين الخاصة - أبعاد الجسم الموازية مقابل العمودية على اتجاه الحركة - فريدة من نوعها في المملكة الحيوانية. تشير الدراسات التنموية إلى أن مبدأ الكشف هذا هو تكيف في البرمائيات الأرضية لبيئتها، وبالتالي فهو موجه للأشياء التي تتحرك على الأرض. في الواقع، وجد أن هذه القدرة المحددة على الكشف لا تحدث في ضفادع المياه المشتركة. وفي ضفادع الجبل الشائعة، ثبت أن خاصية الكشف هذه تنضج خلال تحول اليرقات المائية في سياق انتقالها إلى الحياة البرية (بغض النظر عن تجربة الغذاء). كُشفت مبادئ مماثلة في الأسماك البرمائية (سمك الطين [الإنجليزية]) والحشرات (فرس النبي الأفريقي [الإنجليزية]). أما بالنسبة للثدييات، فإن وضعيات الجسم المنتصبة، على سبيل المثال، قد تشير إلى إشارة تهديد لمنافس. يوحي هذا بأن خوارزمية التكوين المسؤولة عن التمييز بين المفيد (على سبيل المثال، يشبه الفريسة) والخطير (على سبيل المثال، يشبه التهديد) قد تُنفذ بواسطة شبكات عصبية مختلفة تمامًا. تدعم الدراسات في الشبكات العصبونية الاصطناعية هذا الافتراض.

## الرؤية المجسمة عند الضفادع
اعتُقد سابقًا أن القدرة على معالجة معلومات العمق من نقاط رؤية متعددة في الفضاء هي خاصية مميزة للرئيسيات والثدييات ذات عيون ثنائية الرؤية فقط، ولكن ثبت أن معظم البرمائيات، وخاصة الضفادع والعلجوم، تمتلك هذه القدرة. من وجهة نظر تطورية، هناك دعم كبير لفكرة أن الرؤية المجسمة قد تطورت كتطور طبيعي للحيوانات ذات الرؤية الثنائية، أي المسافة الكبيرة بين العينين. تعني هذه النظرية أن الرؤية المجسمة تطورت بشكل مستقل أربع مرات على الأقل لتفسير وجود الرؤية المجسمة لدى الثدييات والطيور والبرمائيات وبعض اللافقاريات.
بالنسبة للضفادع على وجه الخصوص، ستكون الرؤية المجسمة مفيدة للغاية، حيث سيكون إدراك العمق مفيدًا بشكل خاص في المساعدة على اصطياد الفريسة وحساب المسافة.

## أنظر أيضا
- البرمائيات
- الضفدع
- علم الأعصاب